# Виргиний (святой)
Виргиний — святой, Римский легионер. День памяти — 22 апреля.
Согласно преданию, св.Виргиний был римским легионером. Он пострадал вместе со св. Евфламией (Euflamia). Высказываются сомнения в их существовании, так как их имена не включены в Римский мартиролог. 
Вместе с тем, в 1623 году папа римский Григорий XV передал в приход Кераско мощи этих святых мучеников, до того пребывавшие в древних катакомбах святой Присциллы в Риме. С тех пор мощи св. Виргиния пребывают под алтарем храма святого Петра, а сами святые почитаются как покровители коммуны.